# Foots Cray Place

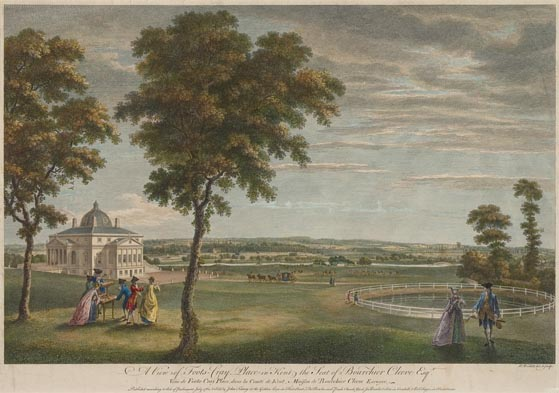
Foots Cray Place.

Foots Cray Place war ein Landhaus bei Sidcup in der englischen Grafschaft Kent. Dieses Gebiet gehört heute zum London Borough of Bexley (Greater London). Das 1754 errichtete Haus war von Palladios La Rotonda bei Vicenza inspiriert. Das Haus wurde 1950 abgerissen, nachdem es im Vorjahr durch einen Brand zerstört worden war. Noch drei weitere Häuser in England wurden nach dem Vorbild von La Rotunda gebaut: Chiswick House (1729), Mereworth Castle (1725) und Nuthall Temple (1757, abgerissen 1929). In den 1980er-Jahren entstand ein weiteres Haus in England nach dem Vorbild dieses italienischen Hauses, nämlich Henbury Hall. Ein weiteres Beispiel für solch ein Gebäude in England ist der Temple of the Four Winds in Castle Howard. Allerdings handelt es sich dabei nicht um ein Wohngebäude, sondern um ein Gartenhaus.

## Frühere Häuser
Die Grundherrschaft Foots Cray in Kent ist bereits im Domesday Book erwähnt. Später erwarb sie die Familie Walsingham und behielt sie sechs Generationen lang, bis sie sie 1676 verkauften. Ein Haus in E-Form im elisabethanischen Stil – Pike Place genannt – stand dort noch in den 1680er-Jahren. Das Anwesen ging durch viele Hände und schließlich kaufte es Bourchier Cleeve 1752 für £ 5450. Cleeve ließ das alte Haus abreißen und 1754 das neue etwas weiter nördlich bauen.

## Palladianistisches Herrenhaus
Der Entwurf des palladianistischen Herrenhauses in Vitruvius Britannicus IV (1777, Tafeln 8–10) dem Architekten Isaac Ware zugeschrieben, aber andere meinen auch, dass Metthew Brettingham der Jüngere oder Daniel Garrett die Architekten gewesen sein könnten.
Entsprechend dem Modell La Rotonda (Villa Capra) hatte das Gebäude einen großen Zentralblock mit quadratischem Grundriss und aufgesetzter Kuppel. An jeder der vier Fassaden war ein Portikus angebracht. Alle Gebäudeteile waren aus Stein. Drei der Portiki von Foots Cray Place waren nach außen geschlossen und nach innen offen, um im Inneren zusätzlichen Platz zu schaffen. Die Mittelhalle war achteckig und eine Galerie, die von oben belichtet war, führte zu den Räumen im Obergeschoss. Die Gebäude für die Dienerschaft wurden in Ziegelbauweise in geringem Abstand zum Haupthaus erstellt. Cleeve häufte eine große Sammlung von Gemälden an, z. B. solche von Rembrandt, Rubens, van Dyck, Canaletto und Holbein, die der in Foots Cray Place ausstellte.
Nach Cleeves Tod 1760 erbte seine Tochter das Anwesen; sie heiratete 1767 Sir George Yonge und das Haus wurde 1772 für £ 14.500 an Benjamin Harenc verkauft. Dieser ließ es 1792 durch einen weniger bekannten Londoner Architekten, Henry Hakewill, umbauen. Harencs Sohn verkaufte das Haus 1821 an Nicholas Vansittart, den damaligen Schatzkanzler und späteren Baron Bexley. Hakewill baute das Haus 1823 erneut um und weitere Arbeiten ließ Lord Bexley von einem anderen – gleichermaßen unbekannten – Londoner Architekten, John William Hiort, ausführen, der auch Bexleys Londoner Haus in der Great George Street in Westminster entworfen hatte. Die Familie Vansittart behielt Haus und Anwesen bis zum Verkauf an Samuel Waring, den späteren Baron Waring, Ende des 19. Jahrhunderts.
1939, zu Beginn des Zweiten Weltkrieges, wurde das Haus zur Nutzung durch das Thames Nautical Training College (HMS Worcester), requiriert, deren Schiff gleichen Namens durch die Admiralität requiriert worden war. Lord Waring starb 1940, und nach der Freigabe durch das College verkaufte seine Witwe das durch die Kriegsnutzung beschädigte Gebäude 1946 an die Grafschaftsverwaltung von Kent zur Nutzung als Museum. Ein Brand im Oktober 1949 verursachte immense Schäden, und so wurde das Haus 1950 abgerissen.

## Foots Cray Meadows
Die Stallungen blieben stehen, aber das Anwesen, das heute Foots Cray Meadows heißt, wurde zu einer geschätzten, öffentlichen Grünanlage in diesem südöstlichen Londoner Vorort. Der 89 Hektar große Park wurde Anfang des 19. Jahrhunderts aus zwei Landschaftsparks aus der Mitte des 18. Jahrhunderts zusammengelegt. Er wurde von English Heritage als historischer Park II. Grades gelistet und ist eine Local Nature Reserve. Der London Outer Orbital Pass, auch London LOOP genannt, führt auf seinem Weg von Old Bexley zum Sidcup Place und nach Petts Wood durch die Foots Cray Meadows. Anschließend an die Grünanlagen am Fluss entlang gibt es ein Industriegebiet.